# Бережна Тетяна Василівна
Тетяна Василівна Бережна (ур. Мацюк, нар. 9 січня 1989, Рогатин, Івано-Франківська обл., УРСР) — український державний службовець, заступник Міністра культури та стратегічних комунікацій України, т.в.о. Міністра культури та стратегічних комунікацій України (з 28 липня 2025 року). У 2022—2025 роках — заступник Міністра економіки України.

## Освіта
Здобула вищу освіту в Києво-Могилянській академії, бакалавр права, магістр правознавства. Стажувалася в Парламенті Канади як стипендіатка Канадсько-української парламентської програми (CUPP), навчалася в Українській школі політичних студій, в «Аспен інституті Київ», Київській школі економіки за напрямом «Фахівець з питань взаємодії з владою (GR)», Лондонській школі економіки та політичних наук (LSE). 2025 року закінчила програму Школи стратегічного архітектора при Києво-Могилянській бізнес-школі (KMBS), здобувши кваліфікацію за напрямом «Управління та адміністрування».

## Професійна діяльність
З 2011 року працювала в юридичний фірмі «Василь Кісіль і Партнери»". У 2017 році отримала свідоцтво на право на зайняття адвокатською діяльністю.
17 червня 2022 року призначена на заступником Міністра економіки України.
У 2025 році — генеральний комісар від України на ЕКСПО 2025 в Осаці в Японії, відповідальна за реалізацію національного павільйону.
28 липня 2025 року призначена тимчасовим в.о. Міністра культури та стратегічних комунікацій України.

## Відзнаки
Одержала низку відзнак за свою професійну діяльність:
- Входить до топ-10 найефективніших держслужбовців та політиків з досвідом юридичної практики за версією дослідження «Юридичної газети» «Лідери практик — 2025».
- Включена ресурсом Best Lawyers до переліку провідних юристів України у сфері оподаткування у 2021—2022 роках.
- У 2018—2021 роках отримала відзнаку Міжнародного рейтингу Legal 500 у сфері оподаткування.
- У 2017—2021 роках включена Міжнародним юридичним довідником Chambers Europe до переліку рекомендованих юристів України в сфері оподаткування, зокрема в податкових спорах.